# Brzostowiec
Brzostowiec – wieś w Polsce położona w województwie mazowieckim, w powiecie grójeckim, w gminie Mogielnica.
W latach 1954–1961 wieś należała i była siedzibą władz gromady Brzostowiec, po jej zniesieniu w gromadzie Mogielnica. W latach 1975–1998 miejscowość administracyjnie należała do województwa radomskiego.
Przez miejscowość przepływa rzeczka Lubanka, lewobrzeżny dopływ Pilicy. Przez miejscowość przebiega droga wojewódzka nr 728.
Przez wieś przebiegają tory nieczynnej kolejki wąskotorowej o rozstawie szyn 1000 mm. We wsi znajdował się osobowy przystanek kolejowy Brzostowiec oddany do użytku 9 października 1920 roku.

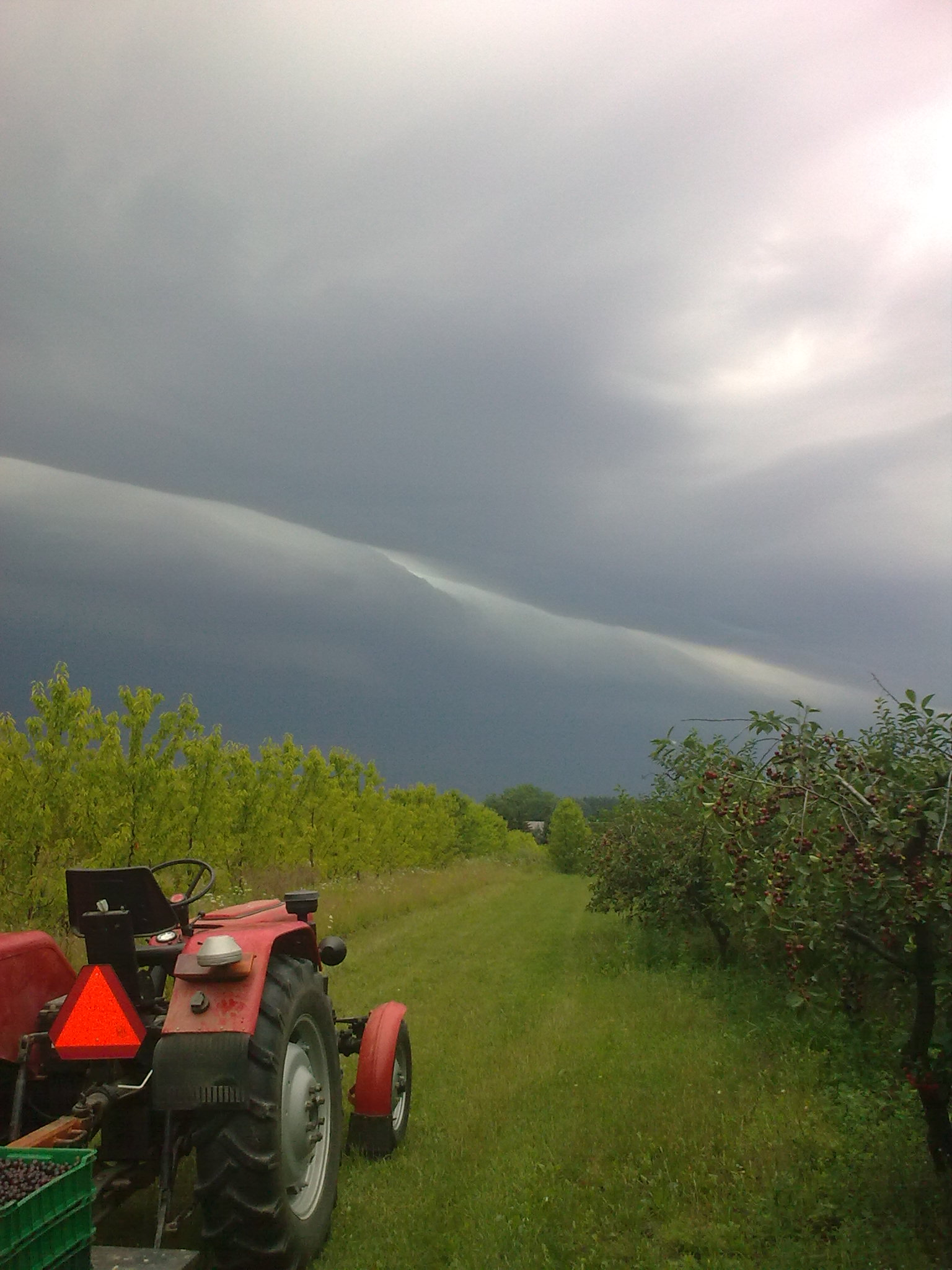
Uprawy sadownicze